# Taboye
Taboye è un comune rurale del Mali facente parte del circondario di Bourem, nella regione di Gao.